# Chiesa della Beata Vergine Assunta in Bruzzano
La chiesa della Beata Vergine Assunta in Bruzzano è la parrocchiale di Bruzzano, quartiere di Milano, in città metropolitana ed arcidiocesi di Milano; fa parte del decanato di Affori.

## Storia
La prima citazione di una chiesa a Bruzzano risale al 1011. Nel XII secolo la chiesa divenne collegiata. La pieve fu istituita probabilmente nel Duecento e, come testimoniato dal Liber notitiae sanctorum mediolani, scritto da Goffredo da Bussero, aveva 23 filiali. La chiesa fu rifatta in stile barocco nel 1584. Nel 1930 il vicariato foraneo di Bruzzano fu soppresso e la chiesa venne inglobata nella Porta Urbana V di Milano. Nella prima metà del Novecento la chiesa era diventata troppo piccola per soddisfare le esigenze della popolazione e, così, si decise di edificarne una nuova. I lavori di costruzione dell'attuale parrocchiale iniziarono 19 marzo 1937, ma subirono un rallentamento a causa della seconda guerra mondiale; l'edificio venne terminato nel 1957. Nel 1972 la parrocchia di Bruzzano venne aggregata al neo-costituito decanato di Affori. Nel 1986 fu rifatto il pavimento e, l'11 gennaio 1998, la chiesa fu dedicata.